# Xabi Oliva
Pour les articles homonymes, voir Oliva.
Javier Oliva González dit Xavi Oliva est un footballeur espagnol, né le 29 mai 1976 à L'Hospitalet de Llobregat en Espagne. Il évolue au poste de gardien de but.

## Carrière
- 1994-1997 :  CE L'Hospitalet
- 1995-1996 :  Roda Barà (prêt)
- 1997-1998 :  Valence CF
- 1998-1999 :  Terrassa FC
- 1999-2000 :  Recreativo Huelva
- 2000-2002 :  Gimnàstic Tarragona
- 2002-2009 :  CD Castellón
- 2009-2011 :  Villarreal CF[2]